# Kaczvinszky János (színművész)
Kaczvinszky János (helyenként Katzvinszky, Tiszapalkonya, 1818. április 1. (keresztelés) – Budapest, Józsefváros, 1880. május 13.) színész, színigazgató.

## Életútja
Katzvinszky János és Szabó Anna fia. 1838-ban lépett színpadra Nagyváradon Pály Elek társulatában. Ezt követően éveken keresztül Kassán és Kolozsvárott szerepelt, 1846-ban a Havi-Szabó-féle társulat tagja volt. 1857-ben a Nemzeti Színházhoz került, 1875-ig volt az intézmény tagja. 
1839-ben és 1851–1853 színigazgatóként is működött.
1860-as évekbeli levelezésekből tudható, hogy egyfajta szervezői, színházi ügynöki munkát is végzett. Kapcsolatot tartott a vidéki társulatokkal, igazgatókkal, rajta keresztül is lehetett intézni a pesti színészek vendégjátékát, vagy a Nemzeti Színház könyvtárában elérhető színdarabokat, szövegkönyveket is küldött vidékre, ha kérték.
Drámai szerepekben és operaénekesként is kitűnően megállta helyét. Fontos része volt az opera vidéken történő népszerűsítésében. 
Felesége: Bartók Eszter (1822? – Mátyásföld, 1899. aug. 2.) énekesnő (alt), táncosnő, aki 1834-ben kezdte pályafutását. Lánya Kaczvinszky Amália (Kálniczky Józsefné, majd Kölber Alajosné; ?, 1847 – Budapest, 1883) kardalnok volt a Nemzeti Színházban. Fia János az Első Magyar Általános Biztosító Társaság főkönyvelője volt.

## Fontosabb szerepei
- De Nevers gróf (Meyerbeer: Hugenották)
- Szepelik (Erkel F.: Báthori Mária)
- Sparafucile (Verdi: Rigoletto)
- Gróf Luda (Delavigne: XI. Lajos)
- Biberach (Erkel F.: Bánk bán)
- Kabul (David: Lala Roukh)
- Polonius (Thomas: Hamlet)
- Benvolio (Gounod: Rómeó és Júlia)
- Cselebi (Erkel F.: Brankovics György)

## Működési adatai
1841–44: Kassa, Kolozsvár; 1844–45: Szeged, Nagyvárad, Kolozsvár; 1846–47: Szeged, Pécs; 1847: Győr, Arad; 1848: Kolozsvár, Kassa; 1854–55: Nagyvárad, Debrecen; 1855–57: Arad, Nagyvárad; 1856: Szatmár. 
Igazgatóként: 1839: Nagyvárad; 1851–54: Kolozsvár.